# Eileen Farrell
Eileen Farrell (Willimantic, 13 febbraio 1920 – Park Ridge, 23 marzo 2002) è stata un soprano statunitense.

## Biografia
Eileen Farrell è stata un soprano statunitense che ha avuto una carriera lunga quasi 60 anni. La sua carriera è stata basata principalmente negli Stati Uniti. The Daily Telegraph ha dichiarato che lei "è stata uno dei migliori soprani americani del XX secolo, aveva una voce di magnifiche proporzioni che ha usato con acume e maestria in un'ampia varietà di ruoli."
Nel 1941 la CBS Radio ha offerto alla Farrell un proprio programma, Eileen Farrell Sings, su cui si è esibita sia nella musica classica che popolare per 5 anni. L'apice della sua carriera operistica è stato in cinque stagioni al Metropolitan Opera House dal 1960 al 1966. Ha continuato a eseguire e registrare sia musica classica che popolare in tutta la sua carriera e il suo primo successo nel genere crossover è stato "I've Got a Right to Sing the Blues" (1960). Dopo aver annunciato il suo ritiro nel 1986, ha continuato a eseguire e registrare musica periodicamente fino alla fine del 1990. Era anche attiva come insegnante di canto, sia in privato che per nove anni all'Università dell'Indiana.
La Farrell è nata a Willimantic, Connecticut, ultima di quattro figli nati da irlandesi cattolici americani Michael Farrell e Catherine Farrell. I suoi genitori erano cantanti di Vaudeville sotto il nome di 'The Singing O'Farrells' prima di avere figli. La famiglia si trasferì abbastanza di frequente durante l'infanzia della Farrell per varie città del Connecticut. I primi ricordi chiari di Eileen erano di casa della sua famiglia a Storrs, Connecticut, che era il luogo dove i suoi genitori lavoravano come insegnanti di musica e teatro allo Storrs Agricultural College (oggi Università del Connecticut).
Quando la Farrell aveva cinque anni la sua famiglia torna a Willimantic. Dopo aver frequentato la prima elementare lì, la sua famiglia si trasferì ancora una volta a Norwich (Connecticut) dopo che sua madre ottenne il posto di organista presso la Chiesa di St. Mary in quella città. La famiglia è rimasta a Norwich per 10 anni e la Farrell ha completato il suo primo anno di scuola superiore alla Norwich Free Academy nel 1935. La sua famiglia si trasferisce a Woonsocket (Rhode Island) e la Farrell entrata al Liceo nell'Autunno 1936. Si è laureata presso la scuola nel 1939.
La Farrell ha ricevuto la sua formazione vocale antica dai suoi genitori durante la sua infanzia. Sua madre, una talentuosa Soprano di coloratura, era la sua insegnante, ma anche suo padre che era un baritono le ha dato lezioni. Dopo il diploma di liceo, si trasferisce a New York nell'agosto del 1939 per studiare con il contralto Merle Alcock del Metropolitan Opera. Mentre studia canto con la Alcock, ha ricevuto di lezioni di lingue da Charlie Baker che era il direttore musicale della Rutgers Presbyterian Church. Dopo aver lavorato con lui per un paio di mesi, lei è stata assunta come cantante presso la Rutgers. Quando la sua carriera radiofonica è decollata, Baker divenne consulente della Farrell. Nella sua autobiografia, Can't help singing: the life of Eileen Farrell (1999), ha ringraziato Baker di averla aiutata nel suo successo durante i primi anni della sua carriera alla radio. La Farrell in seguito è stata una allieva di canto lirico di Eleanor McLellan con la quale ha perfezionato la tecnica.
La CBS ha offerto il proprio programma radiofonico settimanale di mezz'ora, Eileen Farrell Sings (a volte chiamato anche Eileen Farrell Presents), su cui avrebbe eseguito musica classica e popolare accompagnata dall'Orchestra della CBS sotto la direzione di Howard Barlow. Il programma è stato coordinato dal direttore musicale Jim Fassett e principalmente è stato registrato a quello che oggi è l'Ed Sullivan Theater. In programma ha avuto modo di cantare con diversi importanti artisti ospiti, tra cui Margaret Harshaw, Frank Sinatra, Singher Marziale e Risë Stevens. Il primo programma andò in onda nei primi mesi del 1941 e divenne rapidamente popolare.
Mentre canta nel suo programma, la Farrell è anche apparsa come ospite in diversi altri programmi radiofonici. Lei era ospite regolare di The Pause That Refreshes di Andrej Kostelanec e di Invitation to Music di Bernard Herrmann. Ha fatto anche apparizioni in The Bell Telephone Hour, The Prudential Family Hour, Songs of the Centuries e di Your Hit Parade. Nel 1944 ha fatto una registrazione speciale di Natale per i soldati americani di stanza all'estero durante la seconda guerra mondiale con Shirley Temple.
Nel 1951 canta nella prima rappresentazione in concerto nella Carnegie Hall di New York di "Wozzeck" di Alban Berg.
Nel 1952 è stata assunta da Arturo Toscanini per una registrazione della Sinfonia n. 9 con la NBC Symphony Orchestra.
Nel 1956 ha interpretato con il direttore Alfredo Antonini allo stadio Lewisohn di New York in un concerto di arie dell'opera Ernani di Giuseppe Verdi.
Nel 1956 ha fatto il suo debutto sul palcoscenico come Santuzza in Cavalleria rusticana di Mascagni al San Carlo Opera di Tampa, in Florida e con la San Francisco Opera come Leonora ne Il trovatore con Jussi Björling. 
Nel 1957 ha debuttato con l'Opera di Chicago ne La Gioconda con Richard Tucker/Giuseppe Di Stefano e Giulietta Simionato diretta da Tullio Serafin.
A San Francisco nel 1958 è Medea e nel 1959 è Prima Donna/Ariadne in Ariadne auf Naxos.
Nel 1959 canta l'aria Ah perfido! di Beethoven e l'aria dell'Oceano dall'Oberon al Teatro alla Scala di Milano diretta da Hermann Scherchen. 
Nel 1961 torna a Chicago come Donna Leonora di Vargas ne La forza del destino con Carlo Bergonzi, Christa Ludwig e Boris Christov.
Ha fatto il suo debutto al Metropolitan Opera House il 6 dicembre 1960, cantando il ruolo di protagonista in Alceste. Ha aperto la stagione 1962 - 1963 del Met come Maddalena nel Andrea Chénier di Giordano, con Franco Corelli e Rosalind Elias. Al Met la Farrell ha cantato La Gioconda sempre nel 1960 con Tucker, Robert Merrill e Bonaldo Giaiotti diretta da Fausto Cleva, Leonora ne La forza del destino di Verdi nel 1961 e nel 1962 Isabella in Atlàntida di Manuel de Falla e Santuzza in Cavalleria rusticana.
Ha fatto quattro album per la Columbia di musica popolare: I've Got a Right to Sing the Blues, Here I Go Again, This Fling Called Love and Together with Love.
La Farrell era sposata con un ufficiale di polizia di New York, Robert Reagan, con il quale ha mantenuto case nel Grymes Hill e aree Emerson Hill di Staten Island, NY.  Egli morì nel 1986. Lei morì nel marzo del 2002, all'età di 82 anni.

## Repertorio operistico
| Ruolo                   | Titolo               | Autore     |
| ----------------------- | -------------------- | ---------- |
| Marie                   | Wozzeck              | Berg       |
| Medea                   | Medea                | Cherubini  |
| Elisabetta I            | Maria Stuarda        | Donizetti  |
| Maddalena di Coigny     | Andrea Chénier       | Giordano   |
| Alceste                 | Alceste              | Gluck      |
| Santuzza                | Cavalleria rusticana | Mascagni   |
| Magda Sorel             | Il console           | Menotti    |
| La Gioconda             | La Gioconda          | Ponchielli |
| Arianna/Primadonna      | Ariadne auf Naxos    | Strauss    |
| Leonora                 | Il trovatore         | Verdi      |
| Donna Leonora di Vargas | La forza del destino | Verdi      |
| Reiza                   | Oberon               | Weber      |

## Discografia parziale
- Beethoven, Missa Solemnis - Eileen Farrell/Carol Smith/Richard Lewis/Kim Borg/Westminster Choir/New York Philharmonic/Leonard Bernstein/Rudolf Serkin
- Berg, Wozzeck - Dimitri Mitropoulos/New York Philharmonic Orchestra – 1951 Columbia Masterworks - Grammy Hall of Fame Award 1990
- Rodgers: The Sound of Music - Kunzel/Von Stade/Hagegard/Farrell/Cincinnati Pops, 1990 Telarc
- Eileen Farrell/Wagner Gotterdammerung Brunnhilde's Immolation Scene Wesendonck Songs - Leonard Bernstein, New York Philharmonic, Columbia Masterworks - Grammy Award for Best Classical Vocal Solo 1963
- Eileen Farrell - Puccini Arias and Others in the Great Tradition - Columbia Symphony Orchestra/Eileen Farrell/Max Rudolf - 1960 SONY BMG Great Performances
- Eileen Farrell Sings Harold Arlen - 1988 Reference
- Eileen Farrell Sings Rodgers & Hart - 1988 Reference
- I Gotta Right to Sing the Blues - Eileen Farrell - 1960/1961 SONY BMG
- Carols for Christmas - Eileen Farrell & Luther Henderson and His Orchestra - 1960 Sony
- This Fling Called Love - Eileen Farrell & Percy Faith
- My Very Best - Eileen Farrell, 1994 Reference